# 瓦喬科爾帕區 (萬卡韋利卡省)
13°01′54″S 74°56′50″W / 13.0317°S 74.9471°W
瓦喬科爾帕區（西班牙語：Distrito de Huachocolpa）是秘魯的一個區，位於該國中南部萬卡韋利卡大區的萬卡韋利卡省，始建於1953年10月29日，面積336.28平方公里，海拔高度3,956米，2005年人口3,255，人口密度每平方公里9.7人。